# Carlo Persoglio
Carlo Persoglio, a volte scritto Persolio (Cassine, 10 settembre 1801 – Torino, 29 agosto 1860), è stato un magistrato e politico italiano.
È stato avvocato generale del Re e avvocato fiscale generale reggente presso il Magistrato d'appello di Piemonte, poi Corte d'appello di Torino, e procuratore generale del Re presso la corte medesima.